# Маркус Оскарссон
Маркус Оскарссон  (швед. Markus Oscarsson, 9 травня 1977) — шведський веслувальник, олімпійський чемпіон.

## Виступи на Олімпіадах
| Олімпіада    | Дисципліна                   | Місце      |
| ------------ | ---------------------------- | ---------- |
| Атланта 1996 | байдарка-двійка, 500 метрів  | 7 h2r3/4   |
| Атланта 1996 | байдарка-двійка, 1000 метрів | 8          |
| Сідней 2000  | байдарка-двійка, 500 метрів  | 9          |
| Сідней 2000  | байдарка-двійка, 1000 метрів | 2          |
| Афіни 2004   | байдарка-двійка, 500 метрів  | 4 h2r2/3   |
| Афіни 2004   | байдарка-двійка, 1000 метрів | 1          |
| Пекін 2008   | байдарка, 1000 метрів        | 6          |
| Пекін 2008   | байдарка-двійка, 1000 метрів | AC h1 r1/3 |
| Лондон 2012  | байдарка-двійка, 1000 метрів | 5          |

## Зовнішні посилання
- Досьє на sport.references.com [Архівовано 6 червня 2014 у Wayback Machine.]